# 712. Infanterie-Division
La 712. Infanterie-Division (712ª Divisione di fanteria) fu un'unità della Wehrmacht operativa durante la seconda guerra mondiale. Dopo essere stata impiegata nella sorveglianza delle coste belghe e olandesi, l'unità combatté contro gli Alleati e l'Armata Rossa, alla quale si arrese nell'aprile 1945.

## Storia
| Luogo                              | Periodo             |
| Germania                           | mag 1941 - giu 1941 |
| Francia                            | giu 1941 - giu 1942 |
| Belgio                             | giu 1942 - set 1944 |
| Paesi Bassi e Germania occidentale | set 1944 - gen 1945 |
| Fronte orientale, settore centro   | gen 1945 - apr 1945 |

La 712. Infanterie-Division venne creata il 5 maggio 1941 come divisione statica e per tutto il mese rimase in riserva, in attesa di avere i ranghi completi, a Treviri.
A luglio l'unità si trasferì in Francia passando alle dipendenze della 7ª Armata (Gruppo d'armate D), per poi passare, il 22 settembre, a presidiare il confine franco-tedesco con la 1ª Armata. Gli uomini della divisione rimasero in questo settore fino al 24 giugno 1942, data in cui ricevettero l'ordine di muovere per il Belgio, dove li aspettava la 15ª Armata.

Il servizio nel nuovo stato venne espletato fino al gennaio 1943, quindi il reparto si stanziò a Vlissingen nei Paesi Bassi. Proprio qui nel settembre 1944 la 712. Infanterie-Division si impegnò nella difesa dell'isola di Walcheren, ma numerosi bombardamenti alleati ne decimarono le file, tanto che un mese dopo il kampfgruppe rimasto riparò a 's-Hertogenbosch.

Il 1944 si concluse nei Paesi Bassi ma il 15 gennaio 1945 giunse l'ordine di trasferirsi al fronte orientale. Circa un mese dopo il quartier generale venne posto nella riserva del Gruppo d'armate Vistola, mentre il resto della divisione fu distrutto dai soldati sovietici lungo il fiume Warta.
Il 26 marzo 1945 prese vita una nuova 712. Infanterie-Division, a Kostrzyn nad Odrą (Polonia), grazie a soldati della Panzergrenadier-Division Kurmark, ma quasi un mese dopo anche questa nuova unità fu annientata, mentre era in seno alla 9ª Armata, nella battaglia di Halbe. Il 30 aprile i resti della divisione si arresero all'Armata Rossa.

## Ordine di battaglia
1941
- 732. Infanterie-Regiment (732º Reggimento di fanteria)
- 745. Infanterie-Regiment
- 652. Artillerie-Abteilung (652º Battaglione di artiglieria)
- 712. Divisionseinheiten

1945: fronte orientale
- 732. Grenadier-Regiment (732º Reggimento granatieri)
- 745. Grenadier-Regiment
- 764. Grenadier-Regiment
- 1712. Artillerie-Regiment (1712º Reggimento artiglieria)
- 712. Pionier-Bataillon (712º Battaglione del genio militare)
- 712. Divisionseinheiten

## Comandanti
| Nome                      | Grado           | Inizio           | Fine             |
| George von Döhren         | Generalmajor    | 5 maggio 1941    | 15 aprile 1942   |
| Friedrich-Wilhelm Neumann | Generalleutnant | 16 aprile 1942   | 25 febbraio 1945 |
| Joachim von Siegroth      | Generalmajor    | 25 febbraio 1945 | 2 aprile 1945    |

Dati tratti da: